# 新山はるの
新山 はるの（にいやま はるの、1993年7月18日 - ）は、日本の女優
。大阪府出身。ハルク・エンタテイメント所属。現在はバンクーバー在住。身長162cm。体重47kg。趣味は絵本を読む事、ヤモリと遊ぶ事。特技は声楽、殺陣。普通自動車運転免許、保育士免許取得。

## 出演作品

### テレビドラマ
- 精霊の守り人II 悲しき破壊神（2017年、NHK総合テレビジョン） - ラウルの侍女
- 木ドラ25 新米姉妹のふたりごはん 第1話（2019年、テレビ東京） - 西野亜由美
- ウルトラマンタイガ 第22話（2019年、テレビ東京） - 娘

### テレビ番組
- 変ラボ（2016年、日本テレビ）
- ザ!世界仰天ニュース（日本テレビ） - 女子高生
- 痛快TV スカッとジャパン 第105回（2017年、フジテレビ） - 杉田京子
- 偉人たちの健康診断「大奥 不健康物語」（2018年、NHK BSプレミアム）
- ワタシが日本に住む理由スペシャル〜あの外国人は今どうしてる?2時間SP〜（2019年、BSテレ東）
- 総合診療医ドクターG（NHK総合テレビジョン）

### 配信ドラマ
- CROW'S BLOOD（2016年、Hulu） - 女子高生
- 東京ヴァンパイアホテル（2017年、Amazon Prime Video）
- SHOGUN 将軍（複数話出演）（2024年、Disney+）- 奈津の方 役
- パチンコ - Pachinko season2（2024年、Apple TV+）- ユキ 役

### 舞台
- 東京俳優市場2015冬関西演劇促進プロジェクト「RADIO311」

### CM
- セブン-イレブン「オムニセブン 高梨沙羅選手」篇 - 店員
- 花王 ハミングFine「冬でも1ℓ」篇
- Visionworks （アメリカ、カナダ）

### MV
- 1 FINGER「My Style」
- Chloe C - Become My Power feat. Ashmeet

### WEB
- サントリー C.C.レモン WEB CM『#おうち盆踊り』篇
- リプトン WEB-CM『おくろう。#リプトンレター』篇
- 贈想花空間WEB-CM 母の日「ありがとう」篇
- パズドラレーダー - イメージトレーラー
- BIGLOBE「ラップ家族 / シェアSIMオプション」
- NURO 光 WEB ムービー